# Katana ZERO
『Katana ZERO』は、アメリカのインディーゲームスタジオAskiisoftが開発しDevolver Digitalより2019年4月18日に発売された横スクロールアクションゲーム。

## 概要
裏社会で「ドラゴン」と呼ばれる記憶喪失の男が、携えた刀で敵の銃撃を凌ぎ、目指す標的の暗殺任務を遂行する。男は暗殺依頼の仲介人でもあるセラピストからのドラッグ投与により精神の安定を図っているものの毎晩の悪夢に苛まれ、やがて、失われていた記憶や蔓延するドラッグの謎が紐解かれていく。作品内のグラフィックは全編にわたりドット絵で描写され、イベントシーンでは映像機器やゲームソフトの不具合による表示異常を模した演出（いわゆるグリッチエフェクト）が多用されている。
男は時間の流れを一時的に緩やかにする能力を駆使し、銃弾を回避したり刀で跳ね返したりすることができる。また、敵の攻撃を受けるなどしてミスとなった場合はVHSの映像を早戻しするような演出で時間が戻りゲームが再開される。こうしたシステムはドラッグ投与の副作用として得た予知能力という体裁をとっており、このことは物語の核心に深く関係している。
本作の作風はDevolver Digital発売のゲームソフト『ホットライン・マイアミ』としばしば比較されるが、本作開発者のJustin Standerは直接の影響ではないとし、ニコラス・ウィンディング・レフン監督のクライム映画『ドライヴ』の暴力とシンセウェイヴの美、激昂と瞬殺の構造にインスパイアされたと語っている。
日本と欧米では2019年4月18日に本作が発売されたが、オーストラリアとニュージーランドでは当初、レイティング機関のオーストラリア等級審査委員会（ACB）により作品内の薬物描写が問題視された結果「Classification Refused（分類拒否）」の判断を受け、ソフトの発売が禁止されていた。しかし、Devolver Digitalが改めてACBに審査を依頼したところ、特別な効能を持つ架空の薬物であること及び距離感のある（小さな）ドット絵のため描写が詳細でないことが考慮され、「R18+（18歳未満販売禁止）」としたうえで同年6月12日に発売された。

## システム
各ステージは複数のエリアで構成されており、基本的にエリア内の敵を全て倒すことで次のエリアへ進めるようになる。本作にはライフの概念がなく、ダメージを受けると即ミスとなりエリアの最初からゲームが再開される。
刀による攻撃以外のアクションとして、敵の攻撃やダメージバリアを回避し瞬間的に無敵状態となる前転、壁に張り付きながらのジャンプ、エリア内の物を取得し任意のタイミングで放つ投擲攻撃、そして時間を緩やかにする能力がある。能力の使用中には画面左上のゲージが減り続け、使用後はゲージが自然回復する。
ステージ内やステージ終了後において会話イベントが発生する。この中では随所に選択肢が表示されるが、その前に会話を遮って中断することもできる。なお、こうした選択およびステージ内での主人公の行動は、その後の物語における登場人物の言動に反映され、場合によっては物語の分岐に繋がることもある。
ステージ各所にある特殊な鍵を入手していると、全ステージクリア後に刀以外の以下の武器が使用可能となる。
- プリズムソード - 敵を斬りつけた際に飛散する鮮血が様々な色になる。
- マスターブレード - 攻撃と同時に前方にビームを放つ。再発射には数秒のチャージ時間を要する。
- クレイモア・プロトタイプ - 敵が放った銃弾や一部の敵が構えている盾を粉砕する。
- フェニックスエッジ - 攻撃と同時に前方一定範囲に炎を放つ。
- サヴァントナイフ - 通常の刀よりもリーチが短いが素早く攻撃できる。

## 評価
- 2019 SXSW Gaming Awards 「Gamer's Voice: Video Game」ノミネート[10]
- The Game Awards 2019（英語版） 「Best Independent Game」ノミネート[11]
- 2019 NAVGTR Awards（英語版） 「Game, Original Adventure」ノミネート[12]
- IGF Awards 2020 「Excellence in Design」ノミネート[13]
- 2020 SXSW Gaming Awards 「Most Promising New Intellectual Property」ノミネート[14]
- 第16回英国アカデミー賞ゲーム部門（英語版） 「Debut Game」ノミネート[15]